# Basbellain
Basbellain (Luxemburgs: Kierchen, Duits: Niederbesslingen) is een plaats in de gemeente Troisvierges (Ëlwen) en het kanton Clervaux in Luxemburg.
Basbellain telt 154 inwoners (2001).
Tot 1 januari 1909 was Basbellain de hoofdplaats van de gemeente die sinds die dag Troisvierges, naar de huidige hoofdplaats, heet.
In het dorp staat de monumentale Sint-Michaëlkerk.

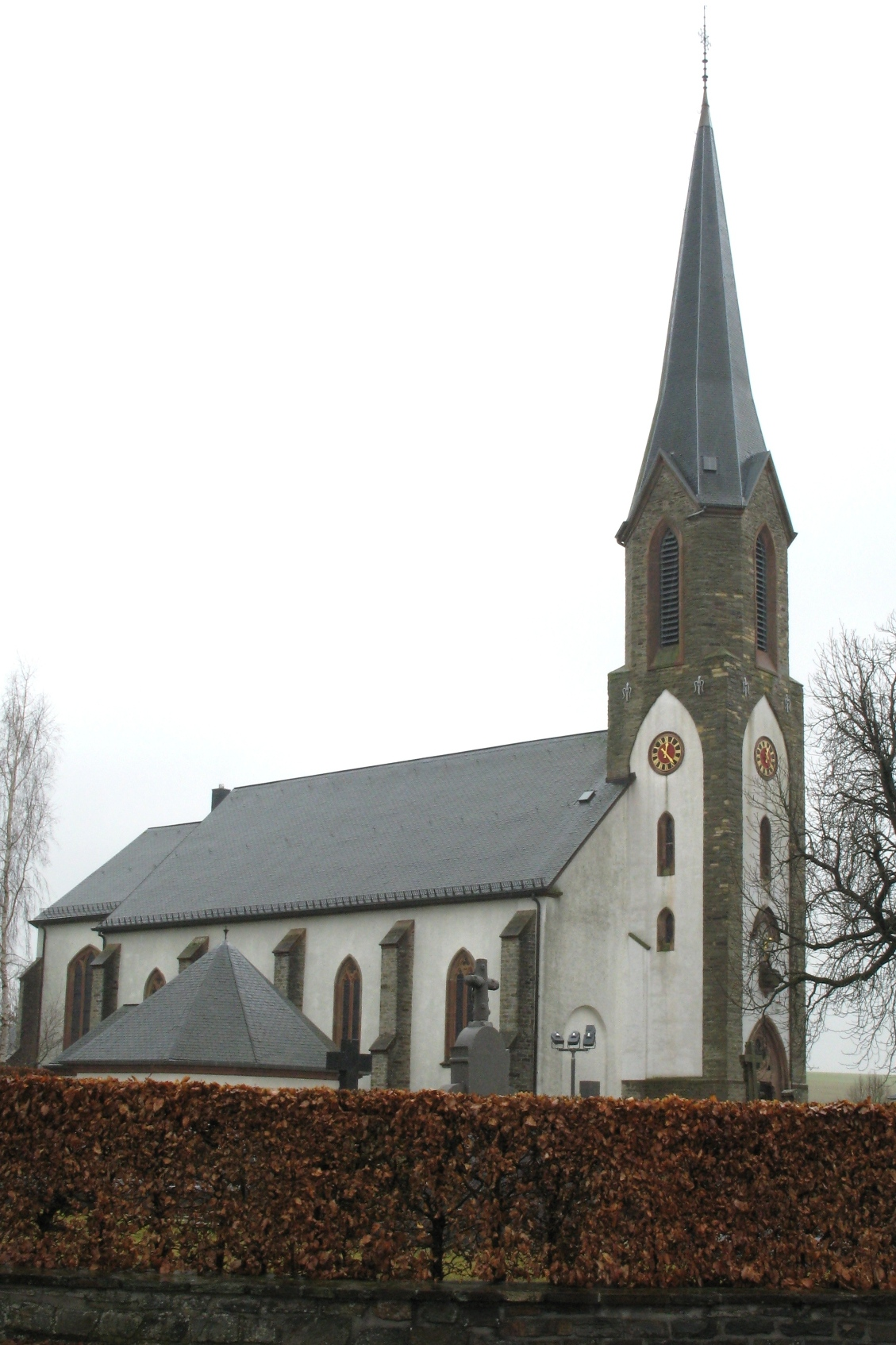
Kerk

Basbellain · Biwisch · Drinklange · Goedange · Hautbellain · Huldange · Wilwerdange

Luxemburgse gemeenten · Kanton Clervaux · Luxemburg